# Triolo
Triolo is een wijk in de Franse gemeente Villeneuve-d'Ascq in het Noorderdepartement. De wijk ligt in het zuidelijk deel van de gemeente in de Rijselse agglomeratie.
Het zuidelijk deel van de wijk bestaat vooral uit laagbouw, met huizen in een groene omgeving. Het noordelijk deel telt meer appartementsgebouwen.

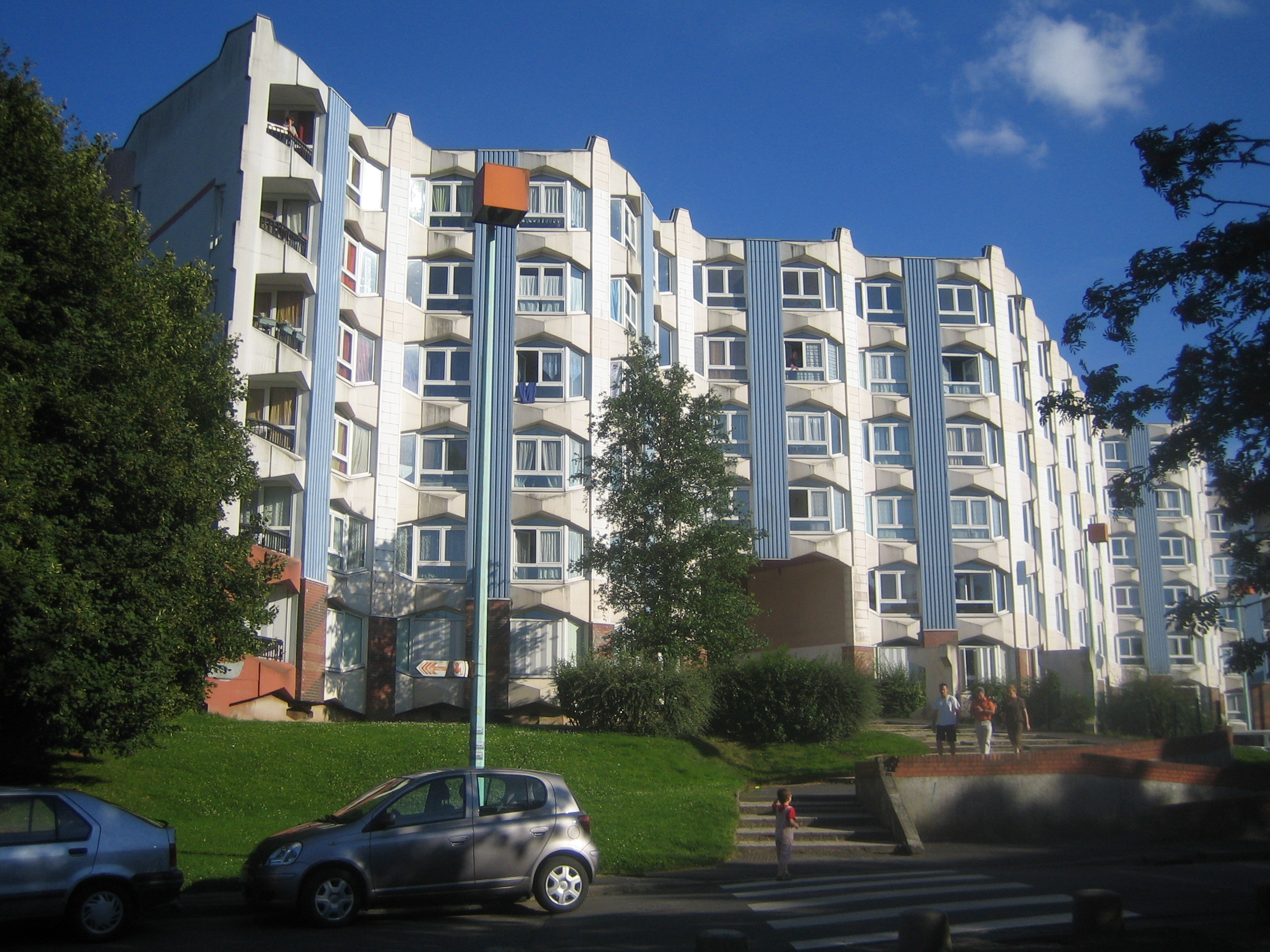
Appartementsgebouwen aan de Allée Talleyrand

## Geschiedenis
De wijk ligt ten zuiden van de oude weg tussen Rijsel en Doornik. De naam Tréola dook reeds op in de Karolingische tijd. Het was vroeger een landelijk gebied, op 19de-eeuwse kadasterplans al aangeduid als le Triolo. Het behoorde tot de gemeente Annappes, die in 1970 een deel werd van de nieuwe stad en gemeente Villeneuve-d'Ascq. Het gebied lag ten zuiden van het dorpscentrum van Annappes, nabij de grens met Ascq.
Triolo was een van de eerste wijken die in de jaren 70 werd gebouwd in de nieuwe stad. In de lopen van de jaren 70 werden hier een school en een college gebouwd. In 1978 werd de kunst- en cinemazaal Le Mélies geopend. De wijk werd voltooid in 1982.

## Bezienswaardigheden

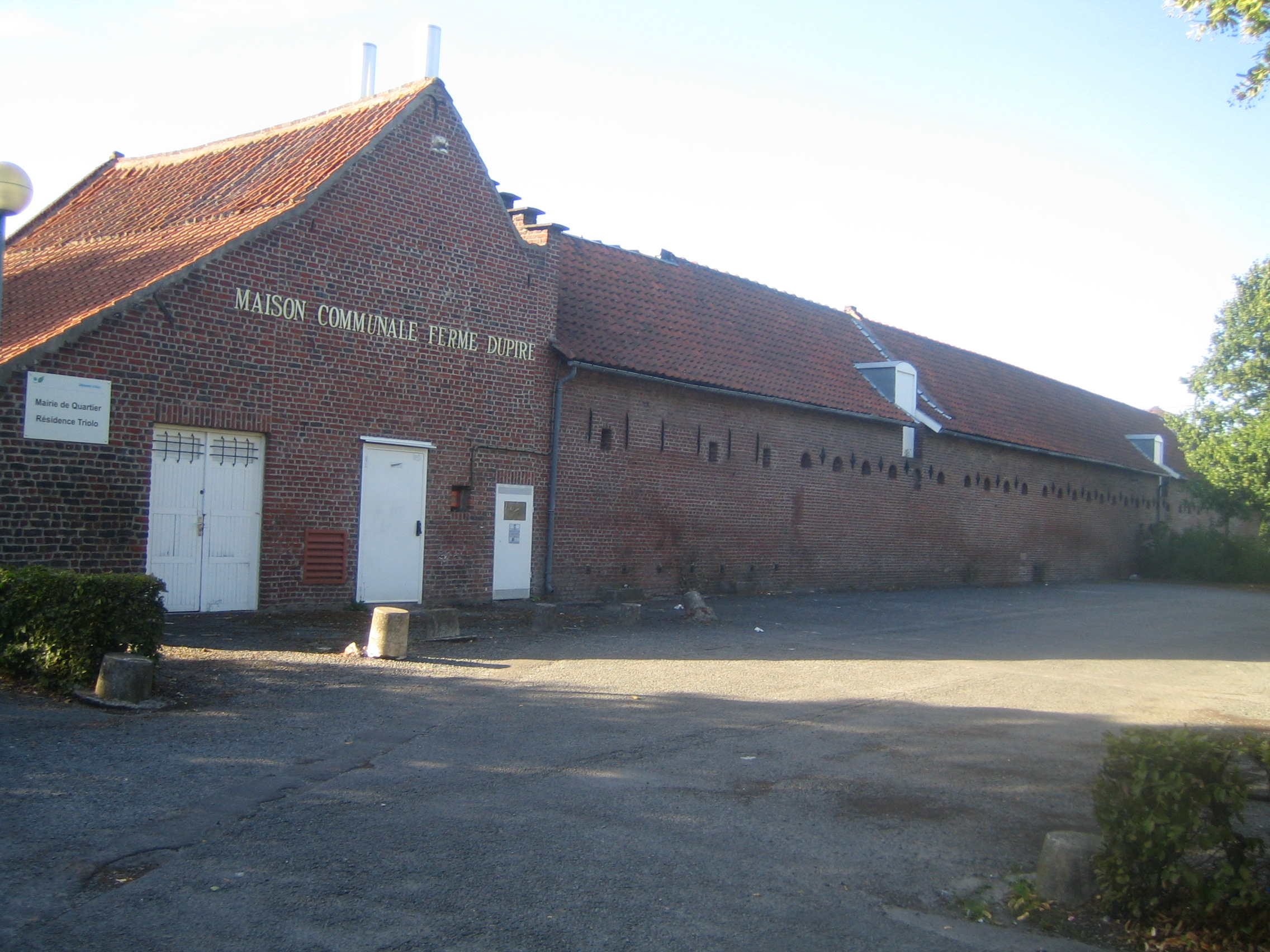
Ferme Dupire

- De Ferme Dupire, een oude boerderij van voor de verstedelijking, die tegenwoordig diverse gemeentediensten huisvest.

## Verkeer en vervoer
In de wijk bevindt zich het metrostation Triolo op lijn 1 van de metro van Rijsel.
Annappes · Ascq · Brigode · Château · Cité Scientifique · Cousinerie · Flers Bourg · Flers Breucq · Haute-Borne · Hôtel de Ville · Pont de Bois · La Poste · Les Prés · Recueil  · Résidence · Sart-Babylone · Triolo

Lijst van Franse gemeenten · Arrondissement Rijsel · Noorderdepartement · Hauts-de-France